# 山西银行
山西银行股份有限公司（简称山西银行），是一家总部设在中国山西省太原市的城市商业银行。
截至2023年末，山西银行注册资本258.94亿元，资产规模超过3500亿，员工6400余名，营业网点307家，遍布全省10个地市、23个区、36个县，搭建了连接东西、横跨南北的省域内金融服务网络。

## 历史
2021年4月2日，银保监会官网发布了《关于筹建山西银行股份有限公司的批复》，同意大同银行、长治银行、晋城银行、晋中银行、阳泉市商业银行合并重组设立山西银行，银行类别为城市商业银行，股东资格由山西银保监局按照有关法律法规审批。
2021年4月28日，山西银行挂牌开业。